# Демон BSD
```
                ,        ,         
               /(        )`        
               \ \___   / |        
               /- 
_
  `-/  '        
              (
/\/ \
 \   /\        
              
/ /   |
 `    \       
              
O O
   
)
 /    |       
              
`-^--'
`<     '       
             (_.)  _  )   /        
              `.___/`    /         
                `-----' /          

   <----.
     __ / __   \          

   <----|====
O)))
==
) \) /
====
      

   <----'
    `--' `.__,' \         
                |        |         
                 \       /       /\

            ______
( (_  / \______/
 

          ,'  ,-----'   |          
          `--
{__________)          
```

Бисти, выполненный в ASCII-графике
BSD-демон — это талисман операционных систем BSD, названный так в честь программ-демонов (daemons) — одного из классов программ в Unix-совместимых операционных системах. Он представляет собой изображение чертёнка, но не страшного, а, скорее, забавного. Обычно он изображается с трезубцем, символизирующим системный вызов «fork», активно используемый программами-демонами.
Хотя правильное название талисмана — просто «BSD-демон», его часто называют «бисти» (англ. beastie). «Бисти» по звучанию напоминает BSD (по-английски BSD произносится как «би-эс-ди»). При этом beastie является уменьшительной формой от beast (произносится как «бист», и переводится как «зверь», причём при написании с определённым артиклем и с большой буквы соотносится с библейским зверем, упоминаемом в Апокалипсисе, или антихристом). Так что бисти можно было бы перевести как «зверёныш» или «бес».
Демон BSD впервые был нарисован Филом Фольо (англ. Phil Foglio)  в 1976, а появился на обложке книги в 1988. Авторские права на BSD демона принадлежат Маршаллу Кирку МакКузику (англ. Marshall Kirk McKusick).
Во FreeBSD версии 5.x изображение BSD демона, выполненное с помощью псевдографики, появляется в меню загрузки. Его цветной вариант также используется в скринсейвере daemon_saver. В более поздних версиях, в связи с разработкой нового логотипа, изображение в меню загрузки заменено просто на надпись «FreeBSD», однако можно восстановить и старое поведение системы добавив в файл /boot/loader.conf строку loader_logo="beastie" (для отображения цветного логотипа), либо loader_logo="beastiebw" (для черно-белого).